# Antonov An-132
L'Antonov An-132 est un projet abandonné d'avion de transport court et moyen courrier conçu et réalisé en Ukraine sous la direction de Oleksandr Khokhlov avec l'aide d'industriels et d'universitaires saoudiens,.

## Historique

### Développement

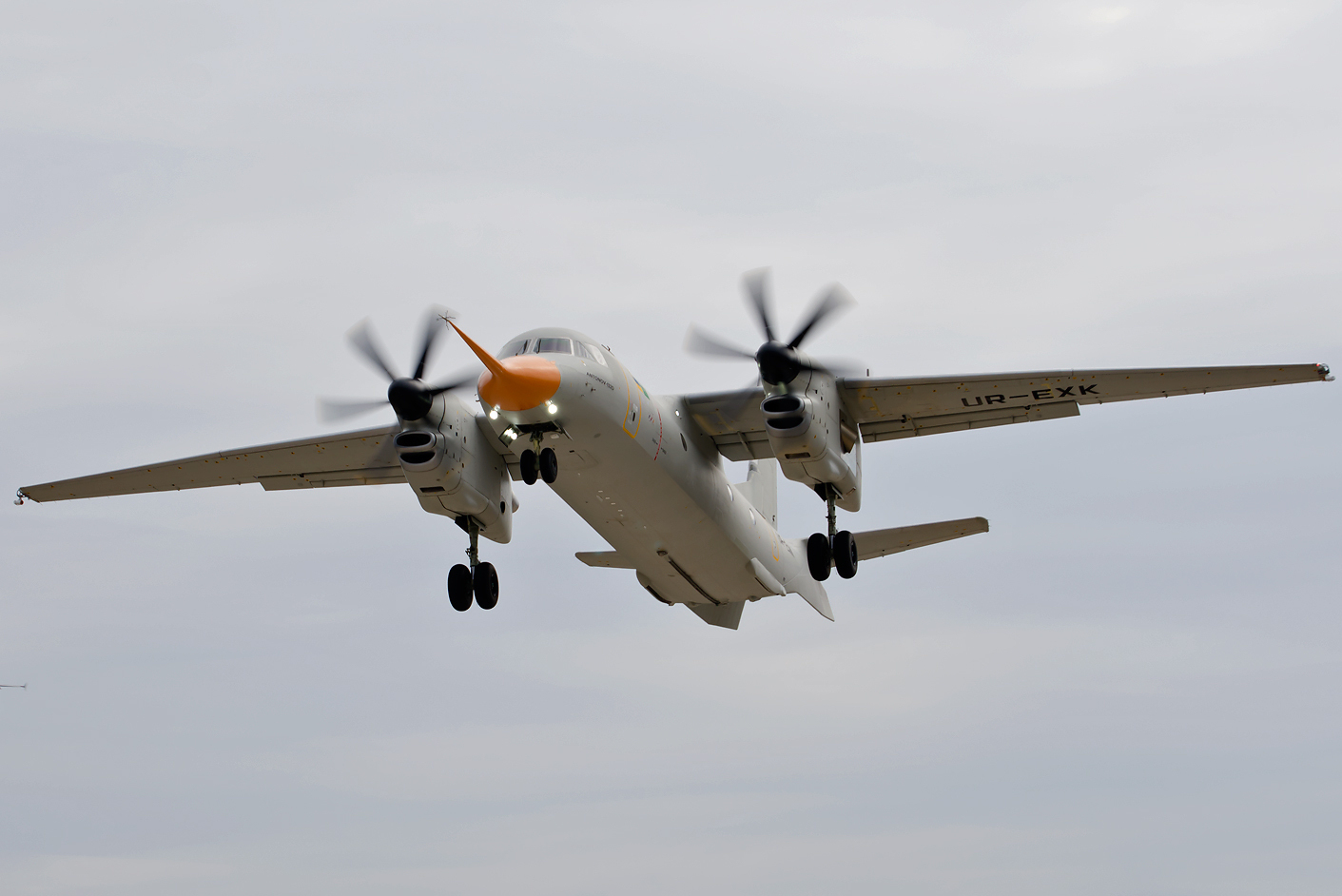
Le An-132D lors de son vol inaugural.

Antonov présente le projet An-132 au SITDEF 2015,.
L'Antonov An-132 a été conçu comme une version occidentalisée et modernisée de l'An-32 Cline datant des années 1970. Cet avion a été présenté au public pour la première fois le 20 décembre 2016 et a réalisé son premier vol le 31 mars suivant.
Il a notamment été conçu avec le concours d'équipementiers occidentaux.
Il devait être construit en série en Arabie saoudite dont il avait été déclaré en 2015 que son aviation devait en acquérir 80 exemplaires et dont une cinquantaine d'ingénieurs sont allés étudier chez Antonov. Malgré plusieurs annonces, le gouvernement saoudien n'a pas concrétisé ce programme.
En avril 2019, le PDG d'Antonov, Alexander Donets, a annoncé la suspension de la coopération. 
Depuis 2019, le seul prototype An-132D n'a pas décollé. En février 2021, l'immatriculation de l'avion a été révoquée par l'Administration nationale de l'aviation d'Ukraine en raison de l'expiration de son certificat de navigabilité marquant la fin du programme.
Le prototype est très fortement endommagé lors de la bataille de l'aéroport de Hostomel en mars 2022.

### Utilisateurs
Le constructeur a déclaré en 2015 que la Royal Saudi Air Force voulait 80 avions de transport, puis en 2018 qu'elle a passé commande pour six exemplaires de l'avion pour des missions de recherches et sauvetage en mer et de guerre électronique. Ils devaient entrer en service à l'horizon 2018 mais cela ne s'est pas concrétisé.

## Description
L'avion est un bi-turbopropulseur à aile haute, il mesure 24,53 m de long, 8,8 m de haut et a une envergure de 29,2 m. Sa partie cargo a une surface de 32,3 m2 pour un volume de 58 m3. Il vole en croisière à 8,23 km d'altitude et 550 km/h et a une capacité d'emport jusqu'à 9 200 kg. L'avion en termes de personnes peut transporter 75 soldats, 46 parachutistes ou 27 blessés avec brancard. Sa rampe lui permet de larguer du matériel ou des parachutistes en vol. Il est possible d'utiliser un des moteurs comme APU (sans que l'hélice tourne) afin de rendre l'avion autonome au sol et qu'il puisse utiliser ses élingues (qui sont en option) pour charger ou décharger du matériel. les parties cabine et cargo sont pressurisées. Son rayon d'action peut aller de 2 000 km à pleine charge jusqu'à 4 400 km à vide,.

## Versions
Plusieurs versions étaient prévues par le constructeur,, :
- An-132D : prototype, seul avion Antonov fabriqué sans pièce d'origine russe[7],[11],[16],[17].
- An-132ISR (intelligence surveillance reconnaissance) : reconnaissance optique, électronique, radar et radio.
- An-132MPA (maritime patrol aircraft) : patrouille maritime.
- An-132 Gunship : armement léger destiné à l'antiterrorisme.
- An-132ME (medical evacuation) : évacuation sanitaire.
- An-132SAR (search and rescue) : recherche et sauvetage maritime.
- An-132FF (fire-fighting) : lutte contre les incendies.

## Aéronefs comparables
- Airbus Defense & Space C-295
- Bombardier Q400
- Dirgantara Indonesia N-219 Nurtanio
- Xian MA60
- Iliouchine Il-112 (en)